# Fenin NE

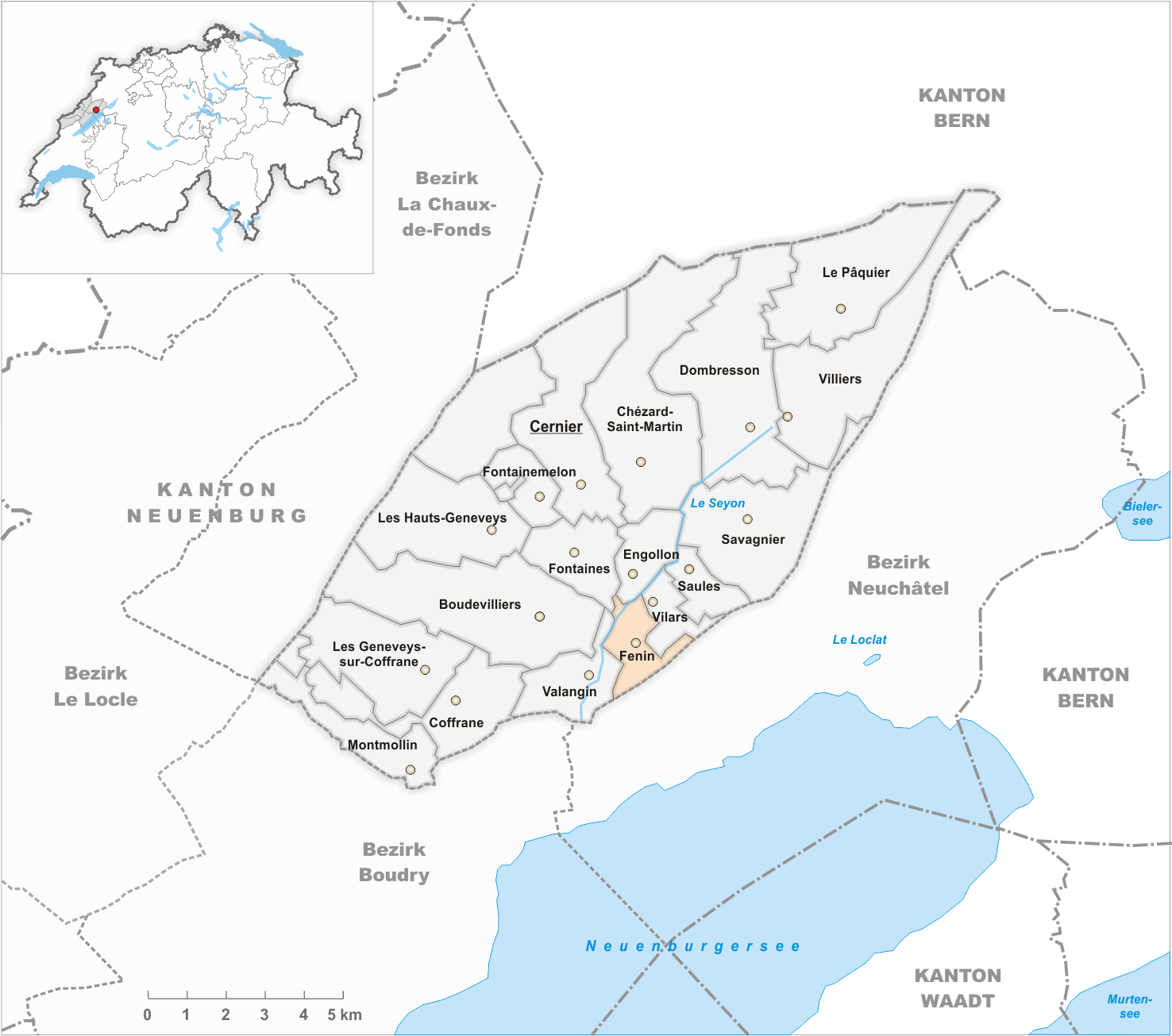
Gemeindestand vor der Fusion am 1. Januar 1875

Fenin war eine selbstständige politische Gemeinde im Kanton Neuenburg, Schweiz. 1875 fusionierte Fenin zusammen mit Saules und Vilars zur neuen Gemeinde Fenin-Vilars-Saules.